# Charles Grandison Finney
Pour les articles homonymes, voir Finney.
Charles Grandison Finney (29 août 1792-16 août 1875) est une figure importante du protestantisme aux États-Unis, notamment pour son rôle dans le second grand réveil qui touche les États-Unis de 1790 à 1870.

## Biographie

### Influence sur le protestantisme américain
Finney reste célèbre comme personnage influent du second grand réveil qui amène la conversion personnelle à la foi chrétienne de nombreux américains des années 1790 aux années 1860. Sa théologie influence la théologie revivaliste mais aborde également la théologie systématique. Bien que pasteur presbytérien, il a maille à partir avec des tenants de l'orthodoxie calviniste.

### Prises de position
Finney, après avoir été franc-maçon, devient un opposant antimaçonnique virulent. Ses archives révèlent plus de 200 lettres sur la franc-maçonnerie et il publie des articles sur le sujet qui sont republiés en 1869 dans un livre.
Finney est aussi un ardent activiste contre l'esclavage. De 1851 à 1866, il est le directeur de l'Oberlin College, dans l'Ohio, qui est la première université américaine à accepter des noirs et des femmes.

## Publications
- Systematic Theology
- Religious revivals
- Lectures To Professing Christians
- Principles of Revival
- Principles of Sanctification
- Heart of Truth
- Reflections on Revival
- Principles of Salvation
- Principles of Victory
- Principles of Liberty
- Principles of Devotion
- The character, claims and practical workings of freemasonry, 1869.

## Traduction
Quatre de ses ouvrages sont traduits en français et disponibles en ligne à l'adresse: http://456-bible.123-bible.com/livres1.htm
- Discours sur les Réveils Religieux
- A ceux qui font profession d'être chrétiens
- Le feu du Réveil
- La puissance d'en Haut